# Damageto de Rodas

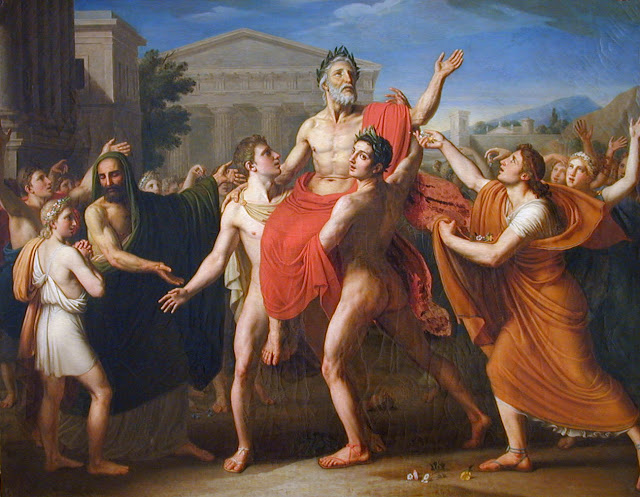
Christophe-Thomas Degeorge, Diagoras porté en triomphe par ses fils à Olympie, 1814, Clermont-Ferrand, Musée d'Art Roger-Quilliot

Damageto  de Ialisos (Rodas) (en griego antiguo: Δαμάγητος,, romanizado: Damagetus) fue una antiguo atleta griego, hijo de Diágoras, hermano de Acusilao y de Dorieo, que vivió en la segunda mitad del siglo V a. C. Fue uno de los Diagóridas y llegó a ser campeón olímpico.

## Datos biográficos
Al igual que su padre, era alto; se dice que medía 4 codos, menos 5 dedos,  es decir, aproximadamente 1,85 m.
Venció en el pancracio   y fue coronado vencedor en las Olimpiadas en dos ocasiones: durante la 82 Olimpiada (452 a. C.) y durante la 83 Olimpiada (448 a. C.). El mismo día de su segunda victoria, su hermano Acusilao venció en el boxeo. Entonces ambos, llenos de alegría, levantaron a Diágoras y lo llevaron al estadio entre los vítores de los espectadores, que los colmaron de flores.
El escoliasta de Píndaro señala que nunca antes se había dado el caso de que padre e hijos fueran coronados campeones olímpicos.
Tras su muerte, los rodios erigieron un monumento funerario en su honor.
Pausanias, que vivió varios siglos después, atestigua que en el Altis de Olimpia se erigieron estatuas de todos los Diagóridas, y la de Damageto estaba junto a la de su padre.